# Lipvisachtigen
Lipvisachtigen (Labroidei) vormen een onderorde van de Baarsachtigen (Perciformes).

## Taxonomie
De onderorde wordt onderverdeeld in de volgende families:
- Cichlidae (Cichliden)
- Embiotocidae (Brandingbaarzen)
- Labridae (Lipvissen)
- Odacidae
- Pomacentridae (Rifbaarzen of Koraaljuffertjes)
- Scaridae (Papegaaivissen)